# Gordon-Modell
Das Gordon-Modell ist ein Kommunikations-Modell zur Lösung von Konflikten, das erstmals vom US-Psychologen Thomas Gordon in dessen Buch Familienkonferenz (Originaltitel: Parent effectiveness training) beschrieben wurde. Das Werk erschien 1970 und liegt in deutscher Sprache bereits in der 46. Auflage vor (1989). Das Gordon-Modell orientiert sich an der klientenzentrierten Psychotherapie, die von Carl Rogers begründet wurde. Es liegen Wirksamkeitsstudien für das Parent effectiveness training vor.

## Gordons zentrale Kategorien
Aktives Zuhören:
Aktives Zuhören (empathisches Zuhören) beschreibt die Fähigkeit, Meinungen und Gefühle von Gruppenmitgliedern zu reflektieren. Ein wichtiges Ziel des aktiven Zuhörens ist es, das Gruppenmitglied oder das Kind dazu anzuleiten, die eigenen Probleme zu verstehen und Problemlösungen selber herzuleiten. Ein wichtiges Element dabei ist es, Gesagtes mit eigenen Worten zu wiederholen.
Ich-Botschaften:
Ich-Botschaften sind neutrale, sachliche Aussagen, durch welche der Sprecher dem Angesprochenen etwas über sich selbst mitteilt. Das kann eine Aussage über ein Gefühl oder einen Zustand sein (z. B. „Ich bin zu müde, etwas zu spielen“) oder es kann beschreiben, welche Auswirkung eine Handlungsweise des Angesprochenen auf den Sprecher hatte oder haben könnte (z. B. „Wenn du Sand aus dem Sandkasten auf den Teppich wirfst, muss ich Zeit damit zubringen, ihn zu putzen und das mag ich nicht“).
Umschalten (shifting gears):
Das Ziel von Ich-Botschaften kann es sein, einem Kind ein Problem bewusst zu machen, so dass es das Problem erkennt und vielleicht auch emotional als eigenes Problem anerkennt. Wenn ein Kind ein Problem als eigenes Problem akzeptiert hat, ist der Weg zur Problemlösung das aktive Zuhören seines Gesprächspartners. Der Wechsel von Ich-Botschaften zu aktivem Zuhören wird als Umschalten bezeichnet.
Niederlagelose Konfliktlösung:
Diese Kategorie – auch Win-Win-Konfliktlösung – des Gordon Modells geht zurück auf die von John Dewey entwickelten 'sechs Schritte zur kreativen Lösung von Konflikten'.
Das Verhaltens-Fenster:
Gordon veranschaulicht die möglichen Verhaltensweisen eines Kindes graphisch, indem er es in einem Rechteck darstellt. Dieses Rechteck nennt er Verhaltensfenster (engl. Behavior Window). Dieses Rechteck lässt sich später in erwünschtes und unerwünschtes Verhalten unterteilen. Dieses Konzept dient dazu, Akzeptanz und Problembesitz einzuordnen. Ist ein Verhalten zwar für den beobachtenden Elternteil akzeptabel, aber für das Kind nicht, besitzt das Kind ein Problem und der Lösungsansatz ist „aktives Zuhören“. Ist das Verhalten für den Elternteil inakzeptabel, wird zwischen Bedürfniskonflikt und Wertekonflikt unterschieden. Im Fall eines Bedürfniskonfliktes kann der Elternteil durch „Ich-Botschaften“ seine Bedürfnisse kommunizieren. Im Fall eines Wertekonfliktes besteht das Problem, dass der Elternteil dem Kind kein berechtigtes Interesse verständlich machen kann. In diesem Fall werden „machtlose“ Wege der Konfliktlösung empfohlen.

## Folgewerk
1993 veröffentlichte Thomas Gordon das Folgewerk Die neue Familienkonferenz: Kinder erziehen ohne zu strafen. War das Hauptanliegen im Erstlingswerk „die Lösung von Konflikten zwischen Eltern und Kind“, zeigt Gordon im neuen Buch Alternativen zur strafenden Erziehung auf.